# Circuito callejero de São Paulo

Trazado de IndyCar Series (2010-2013)

El circuito callejero de São Paulo (también conocido como circuito do Anhembi) es un circuito de carreras callejero de la ciudad de São Paulo, Brasil, donde se disputaron carreras de automovilismo de velocidad desde el año 2010 hasta 2013, para la categoría de la IndyCar Series.
El circuito fue establecido en el parque Anhembi, ubicado alrededor del pabellón de exposiciones y donde la recta de largada es pasando por el Sambódromo de Anhembi donde se realiza el Carnaval de San Pablo. A diferencia de muchos otros circuitos, la calle de boxes no se encuentra alrededor de la línea de meta, sino que su entrada se sitúa después de la cuarta curva. El récord de vuelta a los 4.080 metros de recorrido lo marcó Ryan Hunter-Reay en 2013, con un tiempo de 1'20.4312.
La carrera de la IndyCar se denomina São Paulo Indy 300, en referencia a los 300 km de duración. En 2011 solamente compitió la IndyCar; el GT Brasil fue telonero en 2011 y 2013, y la Top Series lo fue en 2012. 
Los São Paulo Indy 300 fue la primera carrera de la IndyCar Series disputada en América Latina. La serie CART, antecesora de la IndyCar, había visitado Brasil anteriormente, en concreto el Autódromo Internacional Nelson Piquet de Río de Janeiro desde 1996 hasta 2000. Esta fecha de la IndyCar en parte fue concedida por los dirigentes en reconocimiento a los éxitos de los pilotos brasileños, que acumulan más de cien victorias entre la CART y la IndyCar.
Para el año 2023, se anunció una nueva versión del trazado en el Sambódromo de Anhembi, una recortada a 2,96 km en la que competirá la Fórmula E, siendo la primera vez de la categoría eléctrica en el país brasileño y será el retorno del automovilismo al parque Anhembi 10 años después.

## Ganadores

### Indycar
| Año  | Piloto            | Automóvil         | Equipo             |
| ---- | ----------------- | ----------------- | ------------------ |
| 2010 | Will Power        | Dallara-Honda     | Penske Racing      |
| 2011 | Will Power        | Dallara-Honda     | Penske Racing      |
| 2012 | Will Power        | Dallara-Chevrolet | Penske Racing      |
| 2013 | James Hinchcliffe | Dallara-Chevrolet | Andretti Autosport |